# Cecil Sugden
Sir Cecil Stanway Sugden, GBE, KCB (* 4. Dezember 1903 in Rawalpindi, Britisch-Indien; † 25. März 1963 im Queen Alexandra Military Hospital, Millbank, London) war ein britischer Offizier und zuletzt General der British Army, der unter anderem von 1958 bis 1961 Generalquartiermeister des Heeres (Quartermaster-General to the Forces) sowie zwischen 1962 und seinem Tode 1963 als Master-General of the Ordnance Generalmeister der technischen Truppen war.

## Leben

### Offiziersausbildung und Zweiter Weltkrieg
Cecil Stanway Sugden, Sohn von Captain A. Sugden, trat nach dem Besuch des Brighton College am 29. August 1923 als Second Lieutenant in das Korps der Royal Engineers aufgenommen. Danach folgten zahlreiche Verwendungen als Offizier und Stabsoffizier sowie zwischen 1932 und 1933 der Besuch des Army Staff College in Quetta. Er wurde für seine militärischen Verdienste 1940 zum Officer des Order of the British Empire (OBE) ernannt und war zwischen dem 21. November 1942 und dem 23. September 1943 im Hauptquartier der Alliierten Streitkräfte (Allied Force Headquarters) in Nordafrika sowohl stellvertretender assistierender Chef des Stabes für Planung (Deputy Assistant Chief of Staff for Plans) als auch Vorsitzender des Gemeinsamen Planungsstabes (Chairman of Joint Planning Staff). In dieser Verwendung wurde ihm am 14. Mai 1943 der zeitlich befristete Rang eines Temporary Brigadier verliehen.
Im weiteren Kriegsverlauf wechselte Sugden am 17. Oktober 1943 ins Kriegsministerium und war dort bis Februar 1945 Direktor für Planungen des Heeres (Director of Army Plans, War Office). Für seine Verdienste wurde er 1944 zum Commander des Order of the British Empire (CBE) ernannt. Nachdem ihm am 12. Februar 1945 der kommissarische Rang eines Acting Major-General verliehen wurde, war er zwischen dem 12. Februar 1945 und Dezember 1946 als Director of Military Operations, War Office Direktor für militärische Operationen im Kriegsministerium.

### Nachkriegszeit und Aufstieg zum General
Cecil Sugden, der 1946 auch zum Companion des Order of the Bath (CB) ernannt wurde, war zwischen 1947 und 1948 erst Brigadier im Generalstab sowie im Anschluss von 1948 bis September 1949 Chef des Stabes der britischen Truppen in Ägypten (Chief of Staff British Troops in Egypt). Im November 1949 kehrte er als Major-General ins Kriegsministerium zurück und war bis November 1951 Direktor der Personalverwaltung (Director of Personnel Administration, War Office). Im Anschluss übernahm er im Dezember 1951 in Deutschland den Posten als Chef des Stabes der Britischen Rheinarmee BAOR (Chief of Staff British Army of the Rhine, Germany) und hatte diesen bis März 1954 inne.
Nach seiner Beförderung zum Lieutenant-General löste Sugden im Mai 1954 Generalleutnant Sir Terence Airey als Kommandeur der britischen Streitkräfte in Hongkong (Commander British Forces in Hong Kong) ab und verblieb auf diesem Posten bis Dezember 1954, woraufhin Generalleutnant Sir William Stratton seine dortige Nachfolge antrat. Während dieser Zeit wurde er im Zuge der Birthday Honours am 9. Juni 1955 als Knight Commander des Order of the Bath (KCB) geadelt, so dass er fortan das Prädikat „Sir“ führte. Im Anschluss übernahm er am 16. Januar 1956 von Generalleutnant Sir Robert Mansergh das Amt als Oberkommandierender der Alliierten NATO-Streitkräfte in Nordeuropa AFNORTH (Commander in Chief Allied Forces Northern Europe). Er hatte dieses bis zum 1. Juli 1958 inne und wurde danach von Generalleutnant Sir Horatius Murray abgelöst.
Nach seiner Beförderung zum General wurde Sir Cecil Sugden im November 1958 Generalquartiermeister des Heeres (Quartermaster-General to the Forces) und damit Nachfolger von General Sir Nevil Brownjohn. Dieses Amt bekleidete er bis November 1961 und wurde im Anschluss von General Sir Gerald Lathbury abgelöst. Für seine Verdienste wurde er im Rahmen der Birthday Honours am 11. Juni 1960 auch zum Knight Grand Cross des Order of the British Empire (GBE) erhoben. Er war zudem zwischen 1960 und 1961 Generaladjutant (Aide-de-camp General) von Königin Elisabeth II. Zuletzt wurde er 1962 im Kriegsministerium Nachfolger von Generalleutnant Sir John Cowley als Master-General of the Ordnance. Er war als solcher bis zu seinem Tode am 25. März 1963 Generalmeister der technischen Truppen und wurde danach von General Sir Charles Phibbs Jones abgelöst.
Cecil Sugden war seit 1934 mit Diana Primrose verheiratet.

## Hintergrundliteratur
- Nick Smart: Biographical Dictionary of British Generals of the Second World War. Pen & Sword, Barnesley 2005, ISBN 1-844-1-50496.